# Карбонат неодима(III)
Карбонат неодима(III) — неорганическое соединение, 
соль металла неодима и угольной кислоты 
с формулой Nd2(CO3)3, 
кристаллы, 
не растворяется в воде, 
образует кристаллогидрат.

## Получение
- Пропускание углекислого газа под давлением через раствор хлорида неодима, содержащий анилин:

{\displaystyle {\mathsf {2NdCl_{3}+3CO_{2}+6C_{6}H_{5}NH_{2}+3H_{2}O\ {\xrightarrow {}}\ Nd_{2}(CO_{3})_{3}\downarrow +6C_{6}H_{5}NH_{2}\cdot HCl}}}

## Физические свойства
Карбонат неодима(III) образует кристаллы.
Не растворяется в воде, р ПР = 33.
Образует кристаллогидрат состава Nd2(CO3)3•n H2O, где n = 2,5 и 8.